# Shunya Yoneda
Shunya Yoneda (米田 隼也 Yoneda Shunya?), född 5 november 1995 i Fukuoka prefektur, är en japansk fotbollsspelare.
Yoneda började sin karriär 2018 i V-Varen Nagasaki.